# لیلی و مجنون (اپرا)
لیلی و مجنون (به ترکی آذربایجانی: Leyli və Məcnun) اولین اُپرای اجرا شده در ناحیه امروزی جمهوری آذربایجان و امپراطوری روسیه در آن زمان، که در سال ۱۹۰۸ توسط اُوزِئیر حاجی‌بیف نوشته شده‌ است. این اُپرا در ۴ پرده و ۶ صحنه نوشته‌ شده‌ است که اولین اجرای آن در ۱۲ ژانویه ۱۹۰۸ در تئاتر تقی‌اف در باکو به روی صحنه رفت. این اُپرا اولین اُپرای دنیای اسلام لقب گرفته‌ است.
اُوزِئیر حاجی‌بیف و برادرش جیحون اشعار این اُپرا را بر پایهٔ داستان لیلی و مجنون که توسط محمد فضولی شاعر نامدار آذربایجانی به نظم کشیده‌ شده، نوشته‌اند. اکثر قسمت‌های شعر بدون تغییر در اُپرا استفاده شده‌اند.
موسیقی این اُپرا بر پایه مقام‌های ماهور هندی، سه‌گاه، چهارگاه، کرد شهناز، بیات شیراز، شوشتر، بیات کرد، شب هجران و قطار نوشته‌ شده‌ است.

## اجرا
در اولین اجرای این اُپرا حسین‌قلی سارابسکی نقش مجنون، عبدالرحیم فرجف نقش لیلی را ایفا کردند. حسین آرابلینسکی کارگردانی اُپرا و عبدل آهوردیف رهبری اُپرا را بر عهده داشتند و خود حاجی‌بیف در آن شب نوازنده ویولن بود.

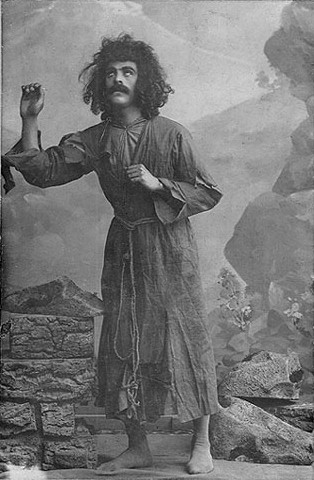
حسین‌قلی سارابسکی در نقش مجنون
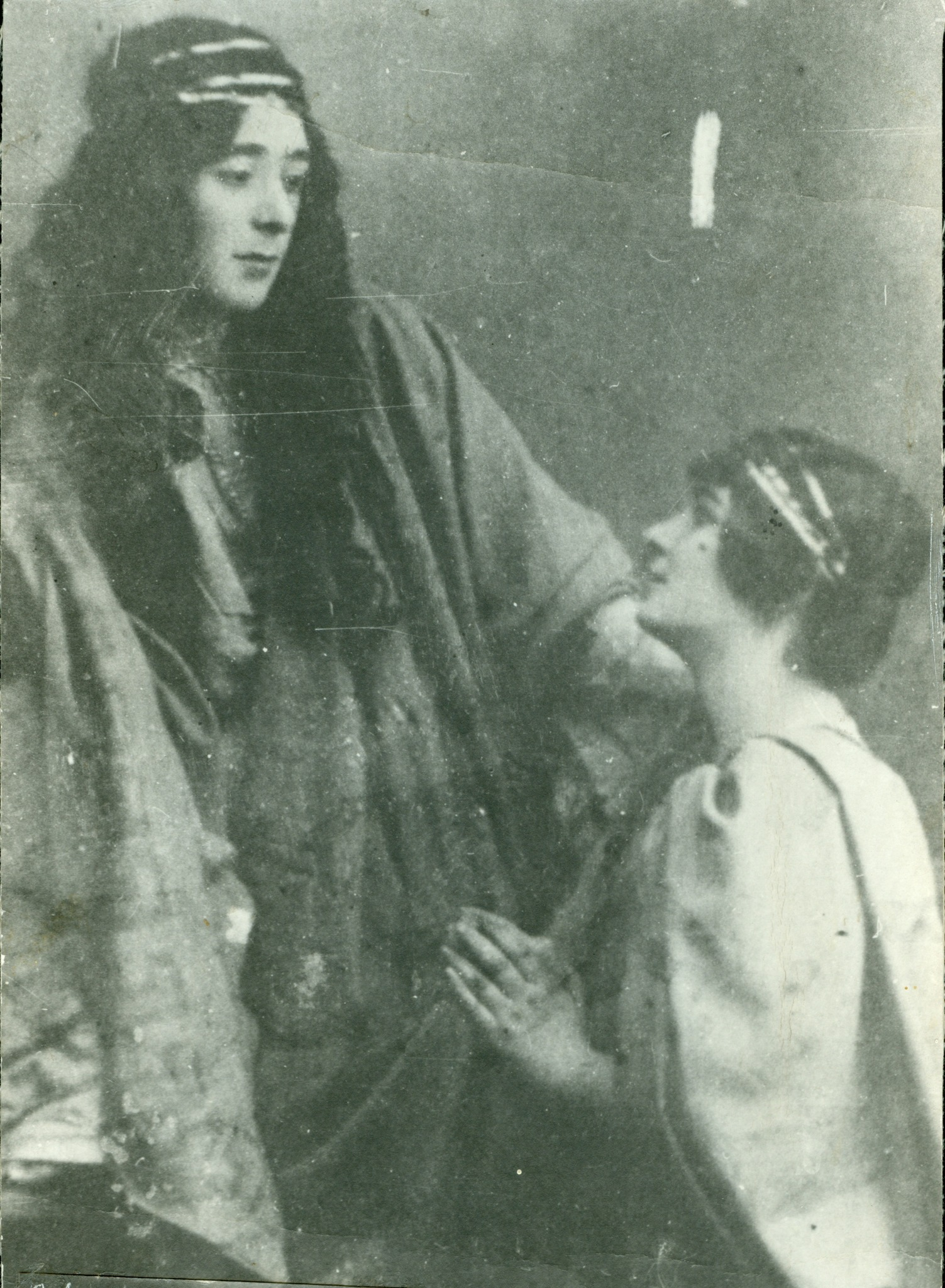
احمد آقدامسکی در نقش لیلی
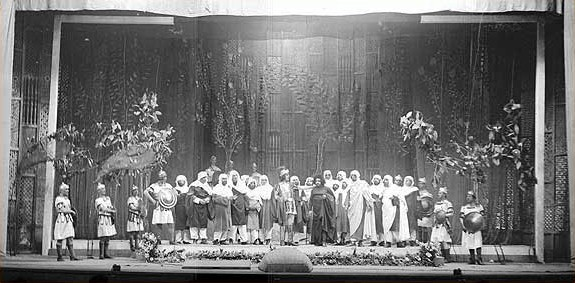
اجرای اُپرا در سال ۱۹۰۸

این اُپرا از زمان نخستین نمایش تاکنون، بیش از ۲۰۰۰۰ بار در تئاتر اُپرا و باله دولتی آذربایجان و همچنین در کشورهای دیگری همچون روسیه، اوکراین، ایران، ترکیه، گرجستان، ازبکستان و ترکمنستان اجرا شده‌است.